# George H. Brickner

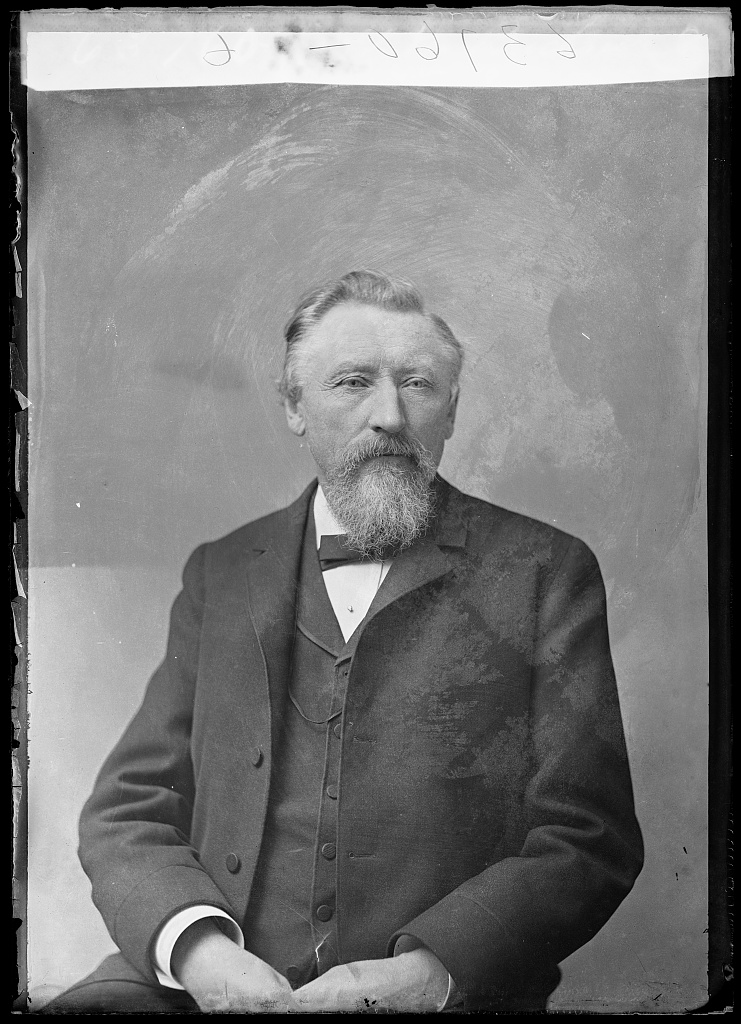
George H. Brickner

George H. Brickner (* 21. Januar 1834 in Ansbach, Bayern; † 12. August 1904 in Sheboygan Falls, Wisconsin) war ein deutschamerikanischer Politiker. Zwischen 1889 und 1895 vertrat er den Bundesstaat Wisconsin im US-Repräsentantenhaus.

## Werdegang
Im Jahr 1840 wanderte George Brickner mit seinen Eltern in die Vereinigten Staaten aus. Die Familie ließ sich zunächst im Seneca County in Ohio nieder, wo er die öffentlichen Schulen besuchte. Danach arbeitete er von 1850 bis 1855 in Tiffin im Handel. Diese Tätigkeit setzte er nach seinem 1855 erfolgten Umzug in seiner neuen Heimatstadt Cascade (Wisconsin) fort. Dort betrieb er bis 1868 auch eine Getreidemühle. Danach befasste er sich in Sheboygan Falls mit der Herstellung von Wollstoffen. Im Jahr 1889 gründete er in Tiffin eine Glasfabrik.
Politisch war Brickner Mitglied der Demokratischen Partei. Bei den Kongresswahlen des Jahres 1888 wurde er im fünften Wahlbezirk von Wisconsin in das US-Repräsentantenhaus in Washington, D.C. gewählt, wo er am 4. März 1889 die Nachfolge von Thomas R. Hudd antrat. Nach zwei Wiederwahlen konnte er bis zum 3. März 1895 drei Legislaturperioden im Kongress absolvieren. Zwischen 1891 und 1893 war er Vorsitzender des Ausschusses zur Kontrolle der Ausgaben des Finanzministeriums.
Im Jahr 1894 verzichtete Brickner auf eine weitere Kandidatur. Nach seinem Ausscheiden aus dem US-Repräsentantenhaus zog er sich in den Ruhestand zurück, den er in Sheboygan Falls verbrachte. Dort ist er am 12. August 1904 auch verstorben.